# 秋田県道290号小出金浦線
秋田県道290号小出金浦線（あきたけんどう290ごう こいでこのうらせん）は、秋田県にかほ市を通る一般県道である。

## 概要
にかほ市中三地交点で秋田県道289号上郷仁賀保線・にかほ市院内方面から直通し、国道7号金浦バイパスで国道7号に接続、直進して金浦駅近くを通る。金浦駅からは旧国道7号区間（羽州浜街道）を通り終点で国道7号に接続する。

### 路線データ
- 総延長 : 4.534 km[2]
- 実延長 : 4.534 km[2]
- 起点 : 秋田県にかほ市中三地字十文字5番1（秋田県道289号上郷仁賀保線交点）[3]北緯39度15分11.7秒 東経139度57分13.9秒
- 終点 : 秋田県にかほ市黒川字岩潟15番1（国道7号交点）[3]北緯39度16分9.58秒 東経139度55分23.46秒
- 未供用区間 : なし[2]

## 歴史
- 1959年（昭和34年）2月17日 - 秋田県道に認定される[3]。
- 2002年（平成14年）6月28日 - 由利郡仁賀保町中三地字十文字5番1から由利郡金浦町金浦字立潟45番3までバイパスが供用開始し[4]起点を由利郡仁賀保町中三地字十文字5番1に変更する。
- 2003年（平成15年）11月19日 - 由利郡仁賀保町中三地字十文字から桶目野字中山と仁賀保町中三地字久和田地内の供用を開始する[5]。

## 路線状況

### 冬期閉鎖区間
- なし[6]

### 交通不能区間
- なし[7]

## 地理

### 交差する道路
| 施設名 | 接続路線名                | 備考 | 所在地                 |
| ------ | ------------------------- | ---- | ---------------------- |
|        | 秋田県道289号上郷仁賀保線 | 起点 | にかほ市中三地字十文字 |
| ランプ | 国道7号 金浦バイパス      |      | にかほ市金浦古賀の田   |
|        | 国道7号                   | 終点 | にかほ市黒川字岩潟     |

### 沿線の施設など
- JR東日本 羽越本線 金浦駅
- 勢至公園